# Das Geheimnis des Kosmopoliten-Ordens
Das Geheimnis des Kosmopoliten-Ordens ist ein 1788 veröffentlichtes Werk des deutschen Aufklärers Christoph Martin Wieland. Es behandelt das Spannungsverhältnis zwischen Vernunft und geheimen Machtstrukturen sowie die potenzielle Gefahr eines „Staats im Staate“. Wieland nutzt eine mutmaßlich fiktive Gesellschaft, den „Kosmopoliten-Orden“, um mögliche Bedrohungen durch Geheimgesellschaften zu analysieren.

## Inhalt
Wielands Werk nimmt die Form eines fiktiven Berichts über eine geheime Gesellschaft an, die sich als moralische und intellektuelle Elite versteht. Der Autor diskutiert die Möglichkeit, dass solche Gruppen positive gesellschaftliche Impulse setzen können, warnt jedoch zugleich davor, dass sie sich von den Prinzipien der Aufklärung entfernen und sich über den Staat stellen könnten. Dabei problematisiert Wieland insbesondere die Tendenz, dass „wohlmeinende“ Eliten die Entwicklung einer Gesellschaft lenken wollen, ohne eine demokratische Legitimation zu besitzen.

## Bedeutung und Rezeption
Die Debatte über Kosmopolitismus war bereits in den 1780er Jahren politisch aufgeladen. Der konservative Publizist Ernst August Anton Göchhausen kritisierte 1786 kosmopolitische Ideen als staatsgefährdend und warf ihren Anhängern vor, die staatliche Ordnung zu untergraben. Wieland selbst setzte sich mit derartigen Vorwürfen auseinander und verspottete in seinen Schriften den „bornierten Lokalpatriotismus“, den er als „charakteristisches Element abderitischer Narrheit“ bezeichnete. Demgegenüber stellte er den Kosmopoliten-Orden als eine intellektuelle Elite dar, die sich über nationale Grenzen hinweg der Vernunft verpflichtet fühlte.
In aktuellen Debatten wurde Wielands Darstellung geheimer Gesellschaften auch mit modernen Verschwörungstheorien in Verbindung gebracht, die Eliten eine verdeckte politische Einflussnahme unterstellen.

## Ausgaben
- Christoph Martin Wieland: Das Geheimnis des Kosmopoliten-Ordens. Erstdruck 1788. Digitalisat: Projekt Gutenberg.
- Eine modernisierte Fassung erschien 2025 als Teil der Anthologie Das Geheimnis der Weltbürger: Christoph Martin Wieland, Johann Gottfried Herder, Jean Delaube (Hrsg.): Das Geheimnis der Weltbürger. Epubli, 2025, ISBN 9783819044007.